# Man from Montreal
Man from Montreal és una pel·lícula western estatunidenca de 1939 dirigida per Christy Cabanne. És protagonitzada per Richard Arlen, Andy Devine i Kay Sutton, i es va estrenar el 8 de desembre de 1939.

## Argument
Clark Manning, un caçador de pells, és acusat falsament de robar pells de les trampes d'altres caçadors i es proposa, amb l'ajuda d'un agent de la Policia Muntada del Canadà, Constanle 'Bones" Blair, netejar el seu nom i trobar el veritable lladre.

## Repartiment
- Richard Arlen com Clark Manning
- Andy Devine com Constable "Bones" Blair
- Kay Sutton com Myrna Montgomery
- Anne Gwynne com Doris Blair
- Reed Hadley com Ross Montgomery
- Addison Richards com Capità Owens
- Joe Sawyer com Biff Anders
- Eddy Waller com Old Jacques